# Leucoptera calycotomella
Leucoptera calycotomella là một loài bướm đêm thuộc họ Lyonetiidae. Nó được tìm thấy ở Corse, Sardegna và Chính quốc Ý.
Ấu trùng ăn Calicotome villosa. Chúng ăn lá nơi chúng làm tổ. 